# كأس هونغ كونغ 2002–03
كأس هونغ كونغ 2002–03 هو موسم من كأس هونغ كونغ. فاز فيه نادي سون هي.